# オラフ・ルードヴィッヒ
オラフ・ルートヴィッヒ（Olaf Ludwig、1960年4月13日 - ）は旧ドイツ民主共和国・ゲーラ出身の元自転車競技選手。

## 経歴
旧東ドイツ時代は1976年、1977年の世界選手権ジュニア大会の個人ロードレースを連覇した他、1982年、1986年のピース・レースで総合優勝を果たす。そして若手ロード選手の登竜門として位置づけられているアマチュアロードの最大のレースとして名高い、1983年のツール・ド・ラブニールでも総合優勝を果たしたことから、プロの世界でも注目の選手となる。そして1988年ソウルオリンピックの個人ロードレースでは金メダルを獲得した。この他、東ドイツ国内選手権・個人ロードでは4回の優勝を果たした他、ピースレースでは38の通算区間優勝記録があるなど、アマチュア時代に獲得したタイトルは数知れなかった。また、86・88年の東ドイツ・スポーツマンオブザイヤーも受賞した。
東西ドイツ統一元年の1990年にプロ転向。すると、いきなりツール・ド・フランスでポイント賞を獲得。さらに1992年にパナソニックチームに移籍するや大ブレーク。アムステルゴールドレースを制した他、ダンケルク4日間レース、グランプリ・フォルミエも制覇。そしてこの年のUCI・ロードワールドカップ総合優勝も果たした。
プロに転向した時点ですでに選手生活としては後半に差し掛かっていたが、それにも拘らずこれだけの成績を残していることはルートヴィッヒの能力の高さを如実に示すものである。
1996年に引退後はパナソニックチームのスタッフの職に就き、その後T-モバイルチームの監督も歴任した。